# Sveti Stefan (Ochrid)

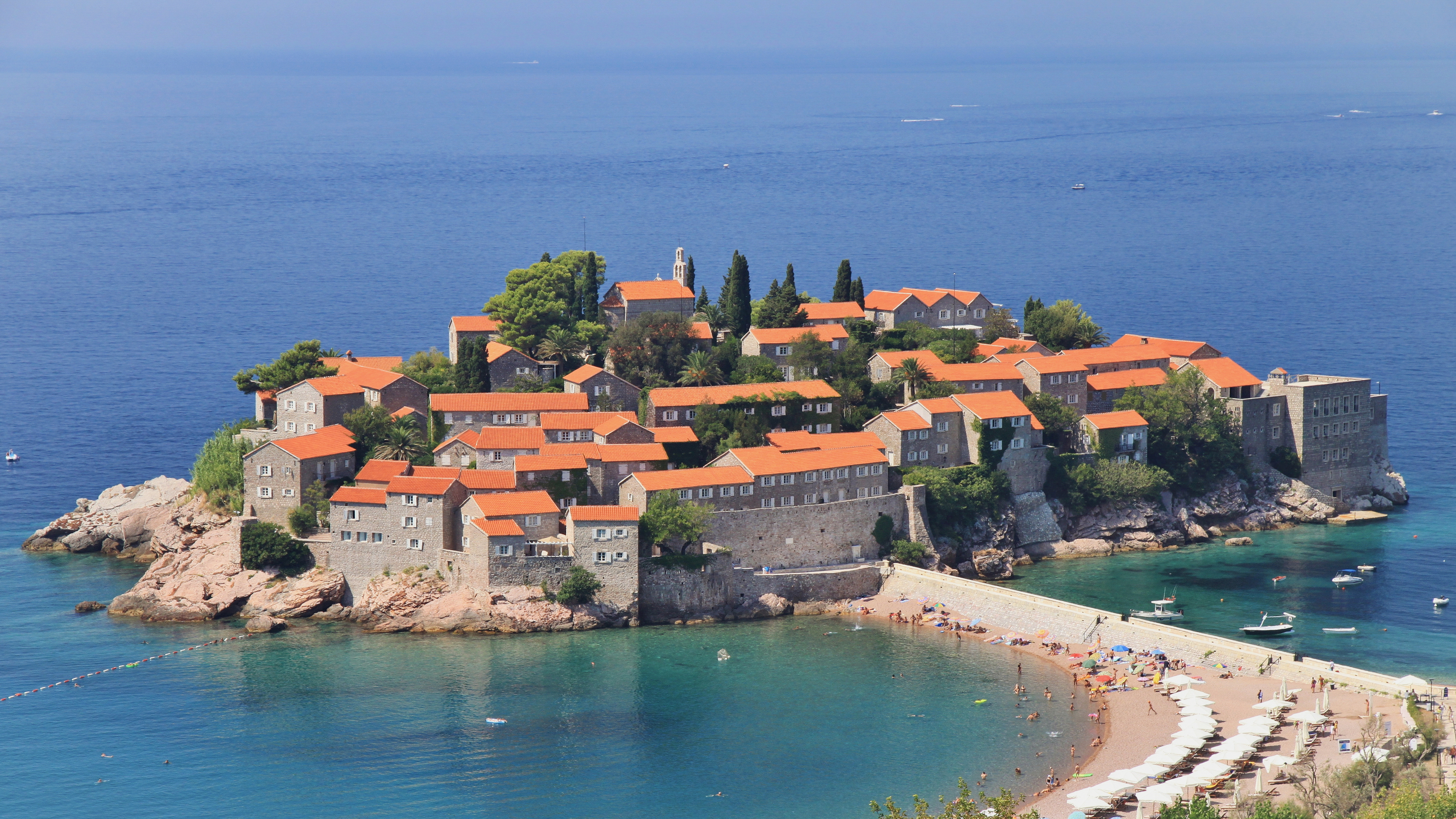
Sveti Stefan

Sveti Stefan (makedonsky: Свети Стефан) je vesnice v Severní Makedonii. Nachází se v opštině Ochrid v Jihozápadním regionu. Leží na pláži Ochridského jezera. 

## Demografie
Podle sčítání lidu z roku 2002 žije ve vesnici 112 obyvatel. Všichni, až na jednoho, jsou Makedonci. 